# Lauren Gregg
Lauren Gregg (Rochester, Minnesota, 20 de junho de 1960) é uma técnica e ex-jogadora de futebol feminino norte-americana. Ela foi a primeira mulher a ser técnica assistente em qualquer uma das seleções americanas de futebol. Gregg também foi técnica principal da Seleção de Futebol Feminino dos Estados Unidos em duas ocasiões, em 1997 e em 2000. Como técnica principal do time de futebol feminino da Universidade de Virgínia entre 1986-1995, ela foi a primeira mulher a dirigir uma equipe até um quadrangular final da NCAA e também a primeira mulher a ser eleita "Técnico do Ano" pela "National Soccer Coaches Association of America" (NSCAA). Gregg é médica de formação.

## Carreira como jogadora
Gregg frequentou a Universidade da Carolina do Norte em Chapel Hill entre 1979 e 1982, onde ela jogou pelo time de futebol feminino. Em 1982, ela ajudou o time a ganhar o primeiro campeonato de futebol feminino da NCAA.
Gregg jogou uma partida pela Seleção de Futebol Feminino dos Estados Unidos em 1986.

## Carreira como técnica
Gregg foi técnica principal do time de futebol feminino da Universidade de Virgínia entre 1986 e 1995. Liderou o time até o quadrangular final do campeonato da NCAA de 1991 (a primeira mulher a alcançar esse feito) e à sete participações consecutivas em campeonatos da mesma NCAA de 1988 a 1994. Em 1990, Gregg foi a primeira mulher a ser escolhida "Técnico do Ano" pela NSCAA, a Associação de Técnicos de Futebol dos Estados Unidos. Gregg foi técnica assistente das seleções americanas campeãs mundiais em 1991 e 1999 e da seleção campeã olímpica em 1996.
Ela foi também técnica da seleção americana sub-21 de futebol feminino e liderou a equipe na conquista de dois títulos da Nordic Cup, em 1997 e 1999. Ela foi técnica interina da seleção principal em duas ocasiões, quando Greg Ryan foi demitido em 1997 e quando Tony DiCicco deixou a seleção em 2000.